# Ichtershausen
Ichtershausen – dzielnica gminy Amt Wachsenburg  w Niemczech, w kraju związkowym Turyngia w powiecie Ilm. Do 30 grudnia 2012 samodzielna gmina, do której dzień później przyłączono tereny zlikwidowanej gminy Wachsenburggemeinde i utworzono gminę Amt Wachsenburg.

## Współpraca
Miejscowość partnerska:
- Zierenberg, Hesja